# أبو الوشي الغيلمي
أبو الوَشِي الغَيْلَمي (الاسم العلمي Nymphalis polychloros)، فراشة ليلية كبيرة القد متعددة الألوان المتراكبة المدمجة والمزركشة يغلب فيها البرتقالي.. يكثر وجودها من تموز إلى أيلول. يرقاتها خاضلة تركب أوراق التفاح والكرز والمخلص والدردار... تكافح باستعمال أحد الحواشير الشديدة الوقع أخصها الزرنيخات.